# تپه گول کرد ۲
تپه گول کرد ۲ مربوط به سدهٔ ۶–۸ ه.ق است و در شهرستان نقده، بخش محمدیار، دهستان المهدی، روستای گل کرد واقع شده و این اثر در تاریخ ۷ خرداد ۱۳۸۷ با شمارهٔ ثبت ۲۲۹۲۶ به‌عنوان یکی از آثار ملی ایران به ثبت رسیده است.